# 段位
段位（だんい、英：Dan,Rank）とは、剣道や柔道などの武道やスポーツ、囲碁将棋などの盤上遊戯その他の遊戯、珠算や書道など社会教育分野で見られる技量の等級を言う。職業能力評価の等級としても用いられる。通常は級位の上にあって段級位と併称されることも多い。また、これら武道や遊戯以外の技量においても、比喩として技量の水準を指して段位と形容することがある。類似概念として伝位がある。
武道や盤上遊戯における段級位一般については、段級位制にて解説する。
- 囲碁の段級位については囲碁の段級位制にて解説する。
- 将棋の段級位については将棋の段級にて解説する。
- オセロの段級位については、オセロの段級位にて解説する。
- 剣道の段級位については剣道の段級位制にて解説する。
- 柔道の段級位については柔道#段級位制にて解説する。
- 卓球の段級位については、段級位制 (卓球)にて解説する。
- 日本の職業能力評価制度としての段位については、キャリア段位にて解説する。

## その他様々な段位制度
なお、段位にまつわる制度では必ずしも級位の定めにないものも多い。以下では、上記の段級位制の説明にあてはまらない事例を紹介する。
段位単独の等級制度を取る分野としては様々あり、地域振興や特定の文化啓蒙、観光誘致、或いは企業の集客戦略の一環として例えばTVゲームやカードゲームに段位制度が導入されるなど、その例は多岐にわたる。
- 防災

防災分野の段位としては、東京都杉並区の東京消防庁杉並消防署阿佐ヶ谷出張所が杉並防火防災協会阿佐谷地区連合支部の協力を得て、ロープを使用した消防結索を地域に向けて普及するべく「阿佐ヶ谷結索道場」を創設し、初段から三段までの段位認定を行っている。道場の教育では同出張所が段位制度を考案。出張所内に道場を置き、常時、入門及び結索指導を行っている。
- 競技かるた

競技かるたには段位として初段から八段までの段位とまた別に級があるが、ここでいう級とはクラスのことで、いわゆる段級位制ではない。
- 蕎麦打ち

全国麺類文化地域間交流推進協議会では、1997年7月より全麺協素人そば打ち段位認定制度を発足させ、初段から五段までの段位認定及びそのための講座を開催している。
- TVゲーム

TVゲームの分野でもその成績に応じて、段位を認定するシステムを採用し、ユーザーのモチベーションを喚起するべく、とりわけ格闘ゲームはじめアクションゲームや音楽ゲームなどで段位認定を目的とした催事が開催されることがある。
- 温泉道

日本の温泉街では、街中の温泉めぐりを通じ、入浴した温泉が増えるごとに段位を認定する制度を設けるところがある。別府八湯温泉道など。